# (20376) Joyhines
(20376) Joyhines (1998 KB44) – planetoida z pasa głównego asteroid okrążająca Słońce w ciągu 3,78 lat w średniej odległości 2,42 j.a. Odkryta 22 maja 1998 roku.